# Sejlflod (voormalige gemeente)
Sejlflod is een voormalige gemeente in Denemarken. De oppervlakte bedroeg 207,54 km². De gemeente telde 9394 inwoners waarvan 4778 mannen en 4616 vrouwen (cijfers 2005). Hoofdplaats van Sejlflod was Storvorde.
Bij de gemeentelijke herindeling is de gemeente opgegaan in de nieuwe gemeente Aalborg.